# 평화의 날

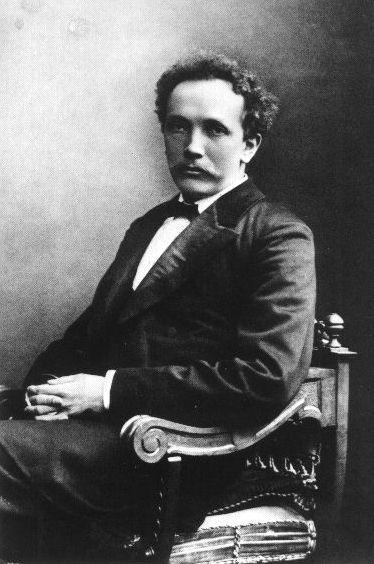

평화의 날은 리하르트 슈트라우스가 작곡한 오페라이다.

## 악기편성
플루트3 (3번은 피콜로 겸함), 오보에2, 잉글리시 호른, 클라리넷3,  (3번은 베이스 클라리넷 겸함), 바순3, 콘트라바순, 호른6, 트럼펫4, 트롬본4, 튜바, 팀파니, 큰북, 탐탐, 군악대용 작은북, 심벌즈, 트라이앵글, 탬버린, 오르간, 교회종, 현 5부 (16, 16, 12, 10, 8)
- 별도: 신호차단기